# Tony Currie (Eishockeyspieler)
Anthony „Tony“ Currie (* 12. November 1957 in Sydney Mines, Nova Scotia) ist ein ehemaliger kanadischer Eishockeyspieler, der auf der Position des rechten Flügelstürmers spielte. Er spielte während seiner aktiven Laufbahn in der National Hockey League für die St. Louis Blues, Vancouver Canucks und Hartford Whalers sowie für die Schwenninger Wild Wings in der Eishockey-Bundesliga.

## Karriere
An der Ostküste Kanadas geboren, spielte Tony Currie in seiner Jugend für Teams im kanadischen Westen. Nach erfolgreichen Jahren bei den Edmonton Oil Kings aus der Western Canada Hockey League (WCHL) zog er mit der Mannschaft zur Saison 1976/77 nach Portland um, wo man fortan als Portland Winter Hawks auflief. Dort gehörte er zu den besten Scorern der Liga und wurde in der vierten Runde des NHL Amateur Draft 1977 an 63. Position von den St. Louis Blues ausgewählt.
Die Saison 1977/78 begann er mit den Salt Lake Golden Eagles in der Central Hockey League (CHL), wurde aber nach starken Leistungen zu den St. Louis Blues berufen und konnte gleich bei seinem NHL-Debüt am 21. Februar 1978 im Spiel gegen die Pittsburgh Penguins sein erstes Tor erzielen. Auch die folgenden beiden Jahre begann er die Saison in Salt Lake City, spielte für die „NHL Future Stars“ beim Iswestija-Pokal 1978 und schaffte im Laufe der Saison den Sprung ins NHL-Team. In der Saison 1979/80 gelang ihm dies eindrucksvoll, als er zum Jahreswechsel in den Kader der Blues berufen wurde und in drei seiner ersten fünf Spiele je zwei Treffer erzielte. Mit 19 Toren in 40 Spielen hatte er sich endgültig in der NHL etabliert. Im Laufe der Saison 1981/82 wurde er gemeinsam mit Rick Heinz und Jim Nill sowie einem Viertrunden-Wahlrecht im NHL Entry Draft 1982 im Tausch für Glen Hanlon an die Vancouver Canucks abgegeben. Dort konnte er nicht an seine Erfolge aus St. Louis anknüpfen und spielte meist bei den Fredericton Express in der American Hockey League (AHL) mit vielen späteren Deutschlandlegionären, unter anderem an der Seite von Grant Martin. Im Januar 1984 verpflichteten ihn die Hartford Whalers, wo er ebenfalls hauptsächlich im Farmteam, den Nova Scotia Oilers, eingesetzt wurde. Im Dezember 1984 sicherten die Edmonton Oilers sich die Rechte an Currie, bei denen er jedoch nie zum Einsatz kam. Er kehrte für die Saison 1984/85 in die AHL zu den Fredericton Express zurück, bevor er nach Europa wechselte.
In der Saison 1986/87 spielte er für den Schwenninger ERC und war einer der besten Spieler der Liga. Nach dem Saisonende verstärkte er gemeinsam mit seinem Mannschaftskameraden Don Dietrich für den Saisonendspurt und die Playoffs den EHC Kloten, bevor er zur folgenden Saison nach Schwenningen zurückkehrte. Nach zwei weiteren Spielzeiten bei der AS Varese, mit der er 1989 Italienischer Meister wurde, beendete er seine Karriere.

## Erfolge und Auszeichnungen
- 1978 CHL First All-Star Team
- 1983 AHL First All-Star Team
- 1989 Italienischer Meister mit der AS Varese